# Državnozborske volitve v Sloveniji
Državnozborske volitve v Sloveniji potekajo vsaka že od leta 1990 naprej. V Slovenski parlament se v 8 volilnih enotah izvoli 88 poslancev (vsak v enem volilnem okrajɯ).
Leta 2024 je vzporedno z volitvami v Evropski parlament potekal posvetovalni referendum o o uvedbi preferenčnega glasu. Na njem je 70,89% volivcev idejo o preferenčnem glasu podprla. Kljub temu, da referendum ni obvezujoč se je vlada zavezala da bo željo volivcev tudi implementirala. Za uvedbo preferenčnega glasu je potrebna dvo tretjinska podpora v državnem zboru, ki je koalicija nima.

## Udeležba
Od prvih demokratičnih volitev leta 1990.
| #                                 | Volitve            | Upravičeni | Udeleženi           | Procent       |
| --------------------------------- | ------------------ | ---------- | ------------------- | ------------- |
| Socialistična republika Slovenija |                    |            |                     |               |
| I.                                | 8. april 1990      | 1.490.136  | 1,241,212 1,238,189 | 83,30% 83,09% |
| Slovenija                         |                    |            |                     |               |
| II.                               | 6. december 1992   | 1.491.374  | 1,277,604           | 85,60%        |
| III.                              | 10. november 1996  | 1.542.218  | 1,136,211           | 73,70%        |
| IV.                               | 15. oktober 2000   | 1.588.528  | 1,114,170           | 70,14%        |
| V.                                | 3. oktober 2004    | 1.634.402  | 991,263             | 60,64%        |
| VI.                               | 21. september 2008 | 1.696.437  | 1,070,523           | 63,10%        |
| VII.                              | 4. december 2011   | 1.709.692  | 1,121,573           | 65,60%        |
| VIII.                             | 13. julij 2014     | 1.713.067  | 885,860             | 51,71%        |
| IX.                               | 3. junij 2018      | 1.712.676  | 901.454             | 52,63%        |
| X.                                | 24. april 2022     | 1,695,771  | 1,203,373           | 70,96%        |

## Relativne zmagovalke
Vse zmagovalke od prvih demokratičnih volitev leta 1990.
| #                                 | Logotip | Stranka                         | Volitve | Sedeži | Glasovi | Odstotek |
| --------------------------------- | ------- | ------------------------------- | ------- | ------ | ------- | -------- |
| Socialistična republika Slovenija |         |                                 |         |        |         |          |
| I.                                |         | Stranka demokratične prenove    | 1990    | 14     | 186,928 | 17,28%   |
| Slovenija                         |         |                                 |         |        |         |          |
| II.                               |         | Liberalna demokracija Slovenije | 1992    | 22     | 278,851 | 23,46%   |
| III.                              |         | Liberalna demokracija Slovenije | 1996    | 25     | 288,783 | 27,01%   |
| VI.                               |         | Liberalna demokracija Slovenije | 2000    | 34     | 390,306 | 36,26%   |
| V.                                |         | Slovenska demokratska stranka   | 2004    | 29     | 281,710 | 29,08%   |
| VI.                               |         | Socialni demokrati              | 2008    | 29     | 320,248 | 30,45%   |
| VII.                              |         | Pozitivna Slovenija             | 2011    | 28     | 314,273 | 28,51%   |
| VIII.                             |         | Stranka modernega centra        | 2014    | 36     | 301,563 | 34,49%   |
| IX.                               |         | Slovenska demokratska stranka   | 2018    | 26     | 288,719 | 24,92%   |
| X.                                |         | Gibanje Svoboda                 | 2022    | 41     | 405,903 | 34,53%   |

## Državni zbor

### Seznam vseh predsedujočih
| Št. | Predsednik                            | Stranka | Začetek            | Konec              |
| --- | ------------------------------------- | ------- | ------------------ | ------------------ |
| 1.  | France Bučar                          | SDZ     | 17. maj 1990       | 23. december 1992  |
| 2.  | Herman Rigelnik                       | LDS     | 23. december 1992  | 16. september 1994 |
| 3.  | Jožef Školč                           | LDS     | 16. september 1994 | 3. december 1996   |
| 4.  | Janez Podobnik                        | ZLSD    | 3. december 1996   | 10. november 2000  |
| 5.  | Borut Pahor                           | ZLSD    | 10. november 2000  | 12. julij 2004     |
| 6.  | Feri Horvat                           | ZLSD    | 12. julij 2004     | 22. oktober 2004   |
| 7.  | France Cukjati                        | SDS     | 22. oktober 2004   | 15. oktober 2008   |
| 8.  | Pavel Gantar                          | Zares   | 15. oktober 2008   | 2. september 2011  |
| 9.  | Ljubo Germič                          | LDS     | 2. september 2011  | 22. december 2011  |
| 10. | Gregor Virant                         | DL      | 22. december 2011  | 28. januar 2013    |
| - - | Jakob Presečnik (začasni predsednik)  | SLS     | 28. januar 2013    | 27. februar 2013   |
| 11  | Janko Veber                           | SD      | 27. februar 2013   | 1. avgust 2014     |
| 12  | Milan Brglez                          | SMC     | 1. avgust 2014     | 22. junij 2018     |
| 13  | Matej Tonin                           | NSi     | 22. junij 2018     | 23. avgust 2018    |
| - - | Tina Heferle (začasna predsednica)    | LMŠ     | 23. avgust 2018    | 23. avgust 2018    |
| 14  | Dejan Židan                           | SD      | 23. avgust 2018    | 3. marec 2020      |
| - - | Branko Simonovič (začasni predsednik) | DeSUS   | 3. marec 2020      | 5. marec 2020      |
| 15  | Igor Zorčič                           | SMC     | 5. marec 2020      | 13. maj 2022       |
| 16  | Urška Klakočar Zupančič               | GS      | 13. maj 2022       |                    |

## Volilne enote in okraji
8 volilnih enot se nadalje deli še vsaka na 11 okrajev in tako izvolimo skupaj 88 poslancev za vsak posamezen okraj. Zraven sta še dve posebni enoti za narodni manjšini v Italiji in Madžarski.
| #  | Volilna enota        | Volilni okraji                           | Volilni okraji                           | Volilni okraji                           | Volilni okraji                           | Volilni okraji                           | Volilni okraji                           | Volilni okraji                           | Volilni okraji                           | Volilni okraji                           | Volilni okraji                           | Volilni okraji                           |
| #  | Volilna enota        | 1                                        | 2                                        | 3                                        | 4                                        | 5                                        | 6                                        | 7                                        | 8                                        | 9                                        | 10                                       | 11                                       |
| -- | -------------------- | ---------------------------------------- | ---------------------------------------- | ---------------------------------------- | ---------------------------------------- | ---------------------------------------- | ---------------------------------------- | ---------------------------------------- | ---------------------------------------- | ---------------------------------------- | ---------------------------------------- | ---------------------------------------- |
| 1  | Kranj                | Jesenice                                 | Radovljica I                             | Radovljica II                            | Kranj I                                  | Kranj II                                 | Kranj III                                | Tržič                                    | Škofja Loka I                            | Škofja Loka II                           | Kamnik                                   | Idrija                                   |
| 2  | Postojna             | Tolmin                                   | Piran                                    | Izola                                    | Koper I                                  | Koper II                                 | Sežana                                   | Ilirska Bistrica                         | Postojna                                 | Nova Gorica I                            | Nova Gorica II                           | Ajdovščina                               |
| 3  | Center (Ljubljana)   | Logatec                                  | Vrhnika                                  | Rudnik I (Ljubljana Vič)                 | Rudnik II (Ljubljana Vič)                | Rudnik III (Ljubljana Vič)               | Rudnik IV (Ljubljana Vič)                | Center (Ljubljana)                       | Šiška I (Ljubljana)                      | Šiška II (Ljubljana)                     | Šiška III (Ljubljana)                    | Šiška IV (Ljubljana)                     |
| 4  | Bežigrad (Ljubljana) | Kočevje                                  | Ribnica                                  | Grosuplje                                | Litija                                   | Moste-Polje I (Ljubljana)                | Moste-Polje II (Ljubljana)               | Moste-Polje III (Ljubljana)              | Bežigrad I (Ljubljana)                   | Bežigrad II (Ljubljana)                  | Domžale I                                | Domžale II                               |
| 5  | Celje                | Šentjur pri Celju                        | Celje I                                  | Celje II                                 | Žalec I                                  | Žalec II                                 | Mozirje                                  | Velenje I                                | Velenje II                               | Sl. Gradec                               | Ravne na Koroškem                        | Radlje ob Dravi                          |
| 6  | Novo mesto           | Črnomelj                                 | Novo mesto I                             | Novo mesto II                            | Trebnje                                  | Brežice                                  | Krško                                    | Sevnica                                  | Laško                                    | Hrastnik                                 | Trbovlje                                 | Zagorje ob Savi                          |
| 7  | Maribor              | Šmarje pri Jelšah                        | Sl. Bistrica                             | Sl. Konjice                              | Ruše                                     | Maribor I                                | Maribor II                               | Maribor III                              | Maribor IV                               | Maribor V                                | Maribor VI                               | Maribor VII                              |
| 8  | Ptuj                 | Lendava                                  | Ormož                                    | Ljutomer                                 | M. Sobota I                              | M. Sobota II                             | G. Radgona                               | Lenart                                   | Pesnica                                  | Ptuj I                                   | Ptuj II                                  | Ptuj III                                 |
| 9  | Koper                | predstavnik italijanske narodne manjšine | predstavnik italijanske narodne manjšine | predstavnik italijanske narodne manjšine | predstavnik italijanske narodne manjšine | predstavnik italijanske narodne manjšine | predstavnik italijanske narodne manjšine | predstavnik italijanske narodne manjšine | predstavnik italijanske narodne manjšine | predstavnik italijanske narodne manjšine | predstavnik italijanske narodne manjšine | predstavnik italijanske narodne manjšine |
| 10 | Lendava              | predstavnik madžarske narodne manjšine   | predstavnik madžarske narodne manjšine   | predstavnik madžarske narodne manjšine   | predstavnik madžarske narodne manjšine   | predstavnik madžarske narodne manjšine   | predstavnik madžarske narodne manjšine   | predstavnik madžarske narodne manjšine   | predstavnik madžarske narodne manjšine   | predstavnik madžarske narodne manjšine   | predstavnik madžarske narodne manjšine   | predstavnik madžarske narodne manjšine   |

## Zgodovina parlamentarnih strank
Zgodovina in statistika vseh parlamentarnih strank, ki so prestopile prag DZ od prvih demokratičnih volitev leta 1990.
| Logotip | Stranka                               | Število glasov (poslanskih sedežev)                                           | Število glasov (poslanskih sedežev) | Število glasov (poslanskih sedežev) | Število glasov (poslanskih sedežev) | Število glasov (poslanskih sedežev) | Število glasov (poslanskih sedežev) | Število glasov (poslanskih sedežev) | Število glasov (poslanskih sedežev) | Število glasov (poslanskih sedežev) | Število glasov (poslanskih sedežev) |
| Logotip | Stranka                               | 1990                                                                          | 1992 | 1996 | 2000 | 2004 | 2008 | 2011 | 2014 | 2018 | 2022 |
| ------- | ------------------------------------- | ----------------------------------------------------------------------------- | --- | --- | --- | --- | --- | --- | --- | --- | --- |
|         | Slovenska demokratska stranka         | SDZS & SDZ                                                                    | SDZS | 172,470 (6) | 170,228 (14) | 281,710 (29) | 307,735 (28) | 288,719 (26) | 181,052 (21) | 222,042 (26) | 277,094 (27) |
|         | Zeleni Slovenije                      | 95,640 (8)                                                                    | 44,019 (5) | 18,853 — | 9,691 — | 6,703 — | 5,367 — | 4,000 — | 4,629 — | odsotni | 40,270 — |
|         | DeSUS                                 | stranke še ni bilo                                                            | odsotni | 46.152 (5) | 55.634 (4) | 39.150 (4) | 78.353 (7) | 76.853 (6) | 88.968 (10) | 43.889 (5) | 7,582 — |
|         | Socialni demokrati                    | stranke še ni bilo                                                            | 161,349 (14) | 96,597 (9) | 130,079 (11) | 98,527 (10) | 320,248 (29) | 115,952 (10) | 52,249 (6) | 88,524 (10) | 78,393 (7) |
|         | Slovenska ljudska stranka             | SKZ                                                                           | 103,700 (10) | 207,186 (19) | 102,691 (9) | 66,032 (7) | 54,809 (5) | 75,311 (6) | 34,548 — | 23,329 — | 40,270 — |
|         | Slovenska nacionalna stranka          | stranke še ni bilo                                                            | 119,091 (12) | 34,422 (4) | 47,214 (4) | 60,750 (6) | 56,832 (5) | 19,786 — | 19,218 — | 36,904 (4) | 17,558 — |
| SSS     | Slovenska obrtniška stranka           | 38,269 (3)                                                                    | 18,069 — | 7,972 — | odsotni | 713 — | odsotni | odsotni | odsotni | odsotni | odsotni |
|         | Liberalna demokracija Slovenije       | ZSMS                                                                          | 278,851 (22) | 288,783 (25) | 390,306 (34) | 220,848 (23) | 54,771 (5) | 16,268 — | odsotni | odsotni | odsotni |
|         | Nova Slovenija                        | ustanovljena leta 2000                                                        | ustanovljena leta 2000 | ustanovljena leta 2000 | 93,247 (8) | 88,073 (9) | 35,774 (—) | 53,758 (4) | 48,846 (5) | 63,792 (7) | 80,757 (8) |
|         | Stranka mladih - Zeleni Evrope        | ustanovljena leta 2000                                                        | ustanovljena leta 2000 | ustanovljena leta 2000 | 46,674 (4) | 10,027 — | 54,809 (5) | 9,532 — | odsotni | odsotni | odsotni |
|         | Gibanje Svoboda                       | stranka ustanovljena leta 2022, takrat še ni obstajala                        | stranka ustanovljena leta 2022, takrat še ni obstajala | stranka ustanovljena leta 2022, takrat še ni obstajala | stranka ustanovljena leta 2022, takrat še ni obstajala | stranka ustanovljena leta 2022, takrat še ni obstajala | stranka ustanovljena leta 2022, takrat še ni obstajala | stranka ustanovljena leta 2022, takrat še ni obstajala | stranka ustanovljena leta 2022, takrat še ni obstajala | stranka ustanovljena leta 2022, takrat še ni obstajala | 405,903 (41) |
|         | Levica                                | kot naslednica Združene levice ustanovljena leta 2017, takrat še ni obstajala | kot naslednica Združene levice ustanovljena leta 2017, takrat še ni obstajala                                                                                  | kot naslednica Združene levice ustanovljena leta 2017, takrat še ni obstajala                                                                                  | kot naslednica Združene levice ustanovljena leta 2017, takrat še ni obstajala                                                                                  | kot naslednica Združene levice ustanovljena leta 2017, takrat še ni obstajala                                                                                  | kot naslednica Združene levice ustanovljena leta 2017, takrat še ni obstajala                                                                                  | kot naslednica Združene levice ustanovljena leta 2017, takrat še ni obstajala                                                                                  | kot naslednica Združene levice ustanovljena leta 2017, takrat še ni obstajala                                                                                  | 81.689 (9) | 51.536 (5) |
|         | Stranka Alenke Bratušek               | stranka ustanovljena leta 2014, takrat še ni obstajala                        | stranka ustanovljena leta 2014, takrat še ni obstajala | stranka ustanovljena leta 2014, takrat še ni obstajala | stranka ustanovljena leta 2014, takrat še ni obstajala | stranka ustanovljena leta 2014, takrat še ni obstajala | stranka ustanovljena leta 2014, takrat še ni obstajala | stranka ustanovljena leta 2014, takrat še ni obstajala | 38,293 (4) | 45,492 (5) | 30,773 — |
|         | Lista Marjana Šarca                   | stranka ustanovljena leta 2014, takrat še ni obstajala                        | stranka ustanovljena leta 2014, takrat še ni obstajala | stranka ustanovljena leta 2014, takrat še ni obstajala | stranka ustanovljena leta 2014, takrat še ni obstajala | stranka ustanovljena leta 2014, takrat še ni obstajala | stranka ustanovljena leta 2014, takrat še ni obstajala | stranka ustanovljena leta 2014, takrat še ni obstajala | odsotni | 112,250 (13) | 43,885 — |
|         | Državljanska lista                    | stranka ustanovljena leta 2011, takrat še ni obstajala                        | stranka ustanovljena leta 2011, takrat še ni obstajala | stranka ustanovljena leta 2011, takrat še ni obstajala | stranka ustanovljena leta 2011, takrat še ni obstajala | stranka ustanovljena leta 2011, takrat še ni obstajala | stranka ustanovljena leta 2011, takrat še ni obstajala | 92,282 (8) | 5,556 — | odsotni | odsotni |
|         | Pozitivna Slovenija                   | stranka ustanovljena leta 2011, takrat še ni obstajala                        | stranka ustanovljena leta 2011, takrat še ni obstajala | stranka ustanovljena leta 2011, takrat še ni obstajala | stranka ustanovljena leta 2011, takrat še ni obstajala | stranka ustanovljena leta 2011, takrat še ni obstajala | stranka ustanovljena leta 2011, takrat še ni obstajala | 314,273 (28) | 25,975 — | odsotni | odsotni |
|         | Zares                                 | ustanovljena leta 2007, takrat še ni obstajala                                | ustanovljena leta 2007, takrat še ni obstajala | ustanovljena leta 2007, takrat še ni obstajala | ustanovljena leta 2007, takrat še ni obstajala | ustanovljena leta 2007, takrat še ni obstajala | 98,526 (9) | 7,218 (—) | odsotni | ukinjena 2015 | ukinjena 2015 |
|         | Združena levica                       | stranka ustanovljena leta 2014, takrat še ni obstajala                        | stranka ustanovljena leta 2014, takrat še ni obstajala | stranka ustanovljena leta 2014, takrat še ni obstajala | stranka ustanovljena leta 2014, takrat še ni obstajala | stranka ustanovljena leta 2014, takrat še ni obstajala | stranka ustanovljena leta 2014, takrat še ni obstajala | stranka ustanovljena leta 2014, takrat še ni obstajala | 52.189 (6) | ukinjena 2017 | ukinjena 2017 |
|         | Stranka modernega centra              | stranka ustanovljena leta 2014, takrat še ni obstajala                        | stranka ustanovljena leta 2014, takrat še ni obstajala | stranka ustanovljena leta 2014, takrat še ni obstajala | stranka ustanovljena leta 2014, takrat še ni obstajala | stranka ustanovljena leta 2014, takrat še ni obstajala | stranka ustanovljena leta 2014, takrat še ni obstajala | stranka ustanovljena leta 2014, takrat še ni obstajala | 301,563 (36) | 86,868 (10) | ukinjena 2021 |
|         | Stranka demokratične prenove          | 186,928 (14)                                                                  | leta 1993 se je skupaj z Delavsko stranko, SDU in dvema močnima skupinama iz SSS in DeSUS na združitvenem kongresu združila v ZLSD (današnji SD)               | leta 1993 se je skupaj z Delavsko stranko, SDU in dvema močnima skupinama iz SSS in DeSUS na združitvenem kongresu združila v ZLSD (današnji SD)               | leta 1993 se je skupaj z Delavsko stranko, SDU in dvema močnima skupinama iz SSS in DeSUS na združitvenem kongresu združila v ZLSD (današnji SD)               | leta 1993 se je skupaj z Delavsko stranko, SDU in dvema močnima skupinama iz SSS in DeSUS na združitvenem kongresu združila v ZLSD (današnji SD)               | leta 1993 se je skupaj z Delavsko stranko, SDU in dvema močnima skupinama iz SSS in DeSUS na združitvenem kongresu združila v ZLSD (današnji SD)               | leta 1993 se je skupaj z Delavsko stranko, SDU in dvema močnima skupinama iz SSS in DeSUS na združitvenem kongresu združila v ZLSD (današnji SD)               | leta 1993 se je skupaj z Delavsko stranko, SDU in dvema močnima skupinama iz SSS in DeSUS na združitvenem kongresu združila v ZLSD (današnji SD)               | leta 1993 se je skupaj z Delavsko stranko, SDU in dvema močnima skupinama iz SSS in DeSUS na združitvenem kongresu združila v ZLSD (današnji SD)               | leta 1993 se je skupaj z Delavsko stranko, SDU in dvema močnima skupinama iz SSS in DeSUS na združitvenem kongresu združila v ZLSD (današnji SD)               |
| ZSMS    | Zveza socialistične mladine Slovenije | 156,843 (12)                                                                  | leta 1992 je stranko nasledila Liberalna demokracija Slovenije (LDS)                                                                                           | leta 1992 je stranko nasledila Liberalna demokracija Slovenije (LDS)                                                                                           | leta 1992 je stranko nasledila Liberalna demokracija Slovenije (LDS)                                                                                           | leta 1992 je stranko nasledila Liberalna demokracija Slovenije (LDS)                                                                                           | leta 1992 je stranko nasledila Liberalna demokracija Slovenije (LDS)                                                                                           | leta 1992 je stranko nasledila Liberalna demokracija Slovenije (LDS)                                                                                           | leta 1992 je stranko nasledila Liberalna demokracija Slovenije (LDS)                                                                                           | leta 1992 je stranko nasledila Liberalna demokracija Slovenije (LDS)                                                                                           | leta 1992 je stranko nasledila Liberalna demokracija Slovenije (LDS)                                                                                           |
| SKZ     | Slovenska kmečka zveza                | 135,808 (11)                                                                  | leta 1992 je stranko nasledila Slovenska ljudska stranka (SLS)                                                                                                 | leta 1992 je stranko nasledila Slovenska ljudska stranka (SLS)                                                                                                 | leta 1992 je stranko nasledila Slovenska ljudska stranka (SLS)                                                                                                 | leta 1992 je stranko nasledila Slovenska ljudska stranka (SLS)                                                                                                 | leta 1992 je stranko nasledila Slovenska ljudska stranka (SLS)                                                                                                 | leta 1992 je stranko nasledila Slovenska ljudska stranka (SLS)                                                                                                 | leta 1992 je stranko nasledila Slovenska ljudska stranka (SLS)                                                                                                 | leta 1992 je stranko nasledila Slovenska ljudska stranka (SLS)                                                                                                 | leta 1992 je stranko nasledila Slovenska ljudska stranka (SLS)                                                                                                 |
| SDZ     | Slovenska demokratična zveza          | 102,931 (8)                                                                   | leta 1991 je razpadla na Demokratsko stranko Slovenije in Narodno demokratsko stranko, kasneje se je združila v naslednico Slovensko demokratsko stranko (SDS) | leta 1991 je razpadla na Demokratsko stranko Slovenije in Narodno demokratsko stranko, kasneje se je združila v naslednico Slovensko demokratsko stranko (SDS) | leta 1991 je razpadla na Demokratsko stranko Slovenije in Narodno demokratsko stranko, kasneje se je združila v naslednico Slovensko demokratsko stranko (SDS) | leta 1991 je razpadla na Demokratsko stranko Slovenije in Narodno demokratsko stranko, kasneje se je združila v naslednico Slovensko demokratsko stranko (SDS) | leta 1991 je razpadla na Demokratsko stranko Slovenije in Narodno demokratsko stranko, kasneje se je združila v naslednico Slovensko demokratsko stranko (SDS) | leta 1991 je razpadla na Demokratsko stranko Slovenije in Narodno demokratsko stranko, kasneje se je združila v naslednico Slovensko demokratsko stranko (SDS) | leta 1991 je razpadla na Demokratsko stranko Slovenije in Narodno demokratsko stranko, kasneje se je združila v naslednico Slovensko demokratsko stranko (SDS) | leta 1991 je razpadla na Demokratsko stranko Slovenije in Narodno demokratsko stranko, kasneje se je združila v naslednico Slovensko demokratsko stranko (SDS) | leta 1991 je razpadla na Demokratsko stranko Slovenije in Narodno demokratsko stranko, kasneje se je združila v naslednico Slovensko demokratsko stranko (SDS) |
| DS      | Demokratska stranka                   | SDZ                                                                           | 59,487 (6) | leta 1994 je bila stranka ukinjena, ko je iz nje na novo nastala Demokratska stranka Slovenije                                                                 | leta 1994 je bila stranka ukinjena, ko je iz nje na novo nastala Demokratska stranka Slovenije                                                                 | leta 1994 je bila stranka ukinjena, ko je iz nje na novo nastala Demokratska stranka Slovenije                                                                 | leta 1994 je bila stranka ukinjena, ko je iz nje na novo nastala Demokratska stranka Slovenije                                                                 | leta 1994 je bila stranka ukinjena, ko je iz nje na novo nastala Demokratska stranka Slovenije                                                                 | leta 1994 je bila stranka ukinjena, ko je iz nje na novo nastala Demokratska stranka Slovenije                                                                 | leta 1994 je bila stranka ukinjena, ko je iz nje na novo nastala Demokratska stranka Slovenije                                                                 | leta 1994 je bila stranka ukinjena, ko je iz nje na novo nastala Demokratska stranka Slovenije                                                                 |
| SDZS    | Socialdemokratska zveza Slovenije     | 79,951 (6)                                                                    | 39,675 (4) | njena naslednica je postala današnja Slovenska demokratska stranka (SDS)                                                                                       | njena naslednica je postala današnja Slovenska demokratska stranka (SDS)                                                                                       | njena naslednica je postala današnja Slovenska demokratska stranka (SDS)                                                                                       | njena naslednica je postala današnja Slovenska demokratska stranka (SDS)                                                                                       | njena naslednica je postala današnja Slovenska demokratska stranka (SDS)                                                                                       | njena naslednica je postala današnja Slovenska demokratska stranka (SDS)                                                                                       | njena naslednica je postala današnja Slovenska demokratska stranka (SDS)                                                                                       | njena naslednica je postala današnja Slovenska demokratska stranka (SDS)                                                                                       |
| SSS     | Socialistična stranka Slovenije       | 58,082 (5)                                                                    | 32,696 — | leta 1994 se je še z nekaterimi drugimi strankami združila v stranko Liberalna demokracija Slovenije (LDS)                                                     | leta 1994 se je še z nekaterimi drugimi strankami združila v stranko Liberalna demokracija Slovenije (LDS)                                                     | leta 1994 se je še z nekaterimi drugimi strankami združila v stranko Liberalna demokracija Slovenije (LDS)                                                     | leta 1994 se je še z nekaterimi drugimi strankami združila v stranko Liberalna demokracija Slovenije (LDS)                                                     | leta 1994 se je še z nekaterimi drugimi strankami združila v stranko Liberalna demokracija Slovenije (LDS)                                                     | leta 1994 se je še z nekaterimi drugimi strankami združila v stranko Liberalna demokracija Slovenije (LDS)                                                     | leta 1994 se je še z nekaterimi drugimi strankami združila v stranko Liberalna demokracija Slovenije (LDS)                                                     | leta 1994 se je še z nekaterimi drugimi strankami združila v stranko Liberalna demokracija Slovenije (LDS)                                                     |
| SKD     | Slovenski krščanski demokrati         | 140,403 (11)                                                                  | 172,424 (15) | 102,852 (10) | 101,691 (9) | leta 2000 se je združila z SLS, kmalu za tem pa je stranko dokončno nasledila Nova Slovenija                                                                   | leta 2000 se je združila z SLS, kmalu za tem pa je stranko dokončno nasledila Nova Slovenija                                                                   | leta 2000 se je združila z SLS, kmalu za tem pa je stranko dokončno nasledila Nova Slovenija                                                                   | leta 2000 se je združila z SLS, kmalu za tem pa je stranko dokončno nasledila Nova Slovenija                                                                   | leta 2000 se je združila z SLS, kmalu za tem pa je stranko dokončno nasledila Nova Slovenija                                                                   | leta 2000 se je združila z SLS, kmalu za tem pa je stranko dokončno nasledila Nova Slovenija                                                                   |

## Rezultati volitev
Zmagovalca in vzporedne rezultate državnozborskih volitev v Sloveniji tradicionalno razglasijo mediji po koncu volilnega molka. Najpogosteje sta to TV Slovenija in POP TV, ki sta na Državnozborskih volitvah v Sloveniji leta 2022 vzporedne volitve naročili pri inštitutu Mediana.